# Psalis
Psalis é um gênero de traça pertencente à família Arctiidae.